# Matyáš Lerch
Pour les articles homonymes, voir Lerch.
Matyáš Lerch (lɛrx), né le 20 février 1860 à Milínov et mort le 3 août 1922 à Sušice, est un mathématicien tchécoslovaque.

## Biographie
Matyáš Lerch est le fils d'un petit cultivateur.
Il a un accident dans une ferme à l'âge de six ans. À partir de ce moment, il doit marcher avec une béquille. Il ne pourra s'en passer qu'en 1899, quand il pourra se payer l'aide d'un orthopédiste, anciennement charpentier, qui lui redresse la jambe dans la douleur. Il pourra marcher alors sans aide sur une courte distance, sinon avec simplement une canne. L'enfant pauvre et infirme ne va à l'école qu'à partir de l'automne 1869, mais il s'y fait remarquer par ses aptitudes et son intelligence. Il continue son éducation, malgré le manque de moyens, seul au besoin.
Il étudie à l'université Charles de Prague, puis, grâce à une bourse, à l'université Humboldt de Berlin. À Berlin, il a comme maîtres Karl Weierstrass, Leopold Kronecker et Lazarus Fuchs. Il y croise entre autres Carl Runge et Sofia Kovalevskaïa. Il y obtient son doctorat en 1885.
En 1886 il enseigne à l'Institut technique de Prague. Il s'exile en 1896 en Suisse pour enseigner à l'université de Fribourg, qui lui offre un salaire de beaucoup supérieur à celui qu'il avait. En 1906 il enseigne à la Haute École technique de Brno. Quand l'université Masaryk de Brno est fondée en 1920, il en devient le premier professeur de mathématiques, mais il meurt deux ans plus tard, du diabète, maladie alors incurable.
Lerch a publié pas moins de 238 articles, dont 80 sont en français. Ils portent principalement sur l'analyse et sur la théorie des nombres.
Charles Hermite a écrit : « II est extrêmement ingénieux et je fais grand cas de son talent qui s'est exercé sur beaucoup de sujets, entre autres sur les intégrales eulériennes ». En 1900, il a reçu le grand prix de l'Académie des sciences de France,,.

## Publications

### Quelques publications en français
- « Introduction à une théorie élémentaire des intégrales elliptiques », Annales scientifiques de l'École normale supérieure, 3e série, vol. 6,‎ 1889, p. 263-296.
- « Sur certains développements en série trigonométrique », Annales de la Faculté de sciences de Toulouse, vol. 3,‎ 1889, C1-C11.
- « Sur un point de la théorie des fonctions génératrices d'Abel », Acta mathematica,‎ 1903, p. 339–351.
- « Essais sur le calcul du nombre des classes de formes quadratiques binaires aux coefficients entiers », Acta mathematica, vol. 29,‎ 1905, p. 333–424 (lire en ligne).
- « Sur les théorèmes de Sylvester concernant le quotient de Fermat », Comptes rendus hebdomadaires des séances de l'Académie des sciences,‎ 2 janvier 1906, p. 35-38 (lire en ligne).
- « Sur le problème du cylindre elliptique », Comptes rendus hebdomadaires des séances de l'Académie des sciences,‎ 11 juin 1906, p. 1325-1328 (lire en ligne).

### Liste de publications
- (cs) Josef Škrášek, Seznam prací prof. Matyáše Lercha, dans Časopis pro pěstování matematiky, vol. 78 (1953), no 2, p. 139-148 (Aussi en russe dans Czechoslovak Math. J. 3, p. 111–122, 1953).

## Hommages
- Un lycée de Brno porte son nom[8].